# Mufrid
Mufrid (auch Muphrid, aus arabisch مفرد الرامح, DMG mufrad ar-rāmiḥ ‚einzelner Lanzenträger‘) ist der Eigenname des Sterns η Bootis (Eta Bootis) im Sternbild Bärenhüter. Er stellt den rechten Fuß der mythologischen Gestalt dar. 
Mufrid hat eine scheinbare Helligkeit von 2,8 mag, womit er trotz des 7. griechischen Buchstabens η der dritthellste Stern im Bootes ist. Er gehört der Spektralklasse G0 an und ist ca. 37 Lichtjahre von der Sonne entfernt (Hipparcos Datenbank). Anderer Name: Saak.